# Makrokylindrus hystrix
Makrokylindrus hystrix är en kräftdjursart som beskrevs av Gamo 1985. Makrokylindrus hystrix ingår i släktet Makrokylindrus och familjen Diastylidae. Inga underarter finns listade i Catalogue of Life.